# Detektiv
En privatdetektiv, privatefterforsker eller butiksdetektiv benævnes oftest som detektiv. Detektiven er vel bedst kendt fra historierne om Sherlock Holmes eller manden der står og går i skyggen iført lang cottencoat og blød hat. I underholdningsbranchen er detektiven ofte inspirationskilde til film, tv-serier og bøger. Arbejdet som detektiv bliver fremstillet meget glamourøst men virkeligheden er ofte en anden. I Danmark har private detektiver været anvendt i den kommunale forvaltning.[kilde mangler]

## Typer
Der findes flere typer detektiver / efterforskere som tilhører den offentlige og private sektor:
- En politibetjent er offentlig ansat. Efterforsker lovbrud og kriminalitet som er anmeldt til politiet.
- En privatdetektiv eller privatefterforsker. En person som påtager sig opgaver for privatpersoner, virksomheder eller organisationer som, at finde forsvundne personer, at dokumentere ægteskabelig utroskab, dokumentere bedrageri / svindel, sandsynliggøre et menneskes uskyld i straffesager eller rene efterforskningsopgaver i sager som politiet har henlagt.
- Butiksdetektiv. En vagtfunktionær der arbejder i civil og har til formål, at efterforske og opklare svind og butikstyveri. Typisk arbejder en butiksdetektiv på et begrænset geografisk område.

## Historie
Franskmanden Eugène François Vidocq grundlagde i 1833 verdens første kendte detektivbureau (Le Bureau des Renseignements Universels pour le commerce et l'Industrie).
Bedre kendt er nok det amerikanske detektivbureau Pinkerton National Detective Agency som blev grundlagt af Allan Pinkerton i 1850. 
I Danmark findes der ikke en officiel brancheforening for privatdetektiver eller privatefterforskere.[kilde mangler] Igennem årene har der været forskellige foreninger eller sammenslutninger af privatdetektiver / detektivbureauer. Her kan nævnes SES, ADDE og FDDE. FDDE (Foreningen Danske Detektiver og Erhvervsefterforskere) er pt. den eneste tilbageværende.
Der findes i Danmark ingen store men rigtigt mange mindre detektivbureauer.[kilde mangler]